# Децим Турулий
Децим или Публий Турулий (на латински: Decimus Turullius, Publius); * ок. 74 пр.н.е.; † 30 пр.н.е. на Кос) е римски политик, от групата на заговорниците против Гай Юлий Цезар.
Децим Турулий e назован в групата на убийците на Цезар. В годината на атентата през 44 пр.н.е. той е квестор и Магистър на Монетния двор.
Той отива заедно с Луций Тилий Цимбер в провинцията Витиния и Понт и става командир на събрания там флот. Следващата година като проквестор при Гай Касий Лонгин той се бие против Публий Корнелий Долабела.
След битката при Филипи през 42 пр.н.е. той се спасява с флотата си и голяма сума, която заграбил в Родос, заедно с Гай Касий Парменсис и други при Секст Помпей в Сицилия. След морската битка от Наулох (Naulochoi) на 3 септември 36 пр.н.е. той бяга при Марк Антоний, с когото се разбирал добре. След битката при Акциум Антоний го предава обаче на Октавиан, който нарежда неговата екзекуция през 30 пр.н.е. на остров Кос. Причината била, че като префект на Марк Антоний ползвал дърво за строене на кораби, като сякъл дървета от светите гори на Асклепий на Кос.